# Sericoptera bilineata
Sericoptera bilineata là một loài bướm đêm trong họ Geometridae.